# Anne-Dorothée de Hohenlohe-Neuenstein
Anne Dorothée de Hohenlohe-Neuenstein est née à Neuenstein (Allemagne) le 26 janvier 1621 et meurt à Oettingen le 16 septembre 1643. Elle est une noble allemande, fille du comte Charles VII de Hohenlohe-Neuenstein (1582-1641) et de Sophie de Deux-Ponts-Birkenfeld (1593-1676).

## Mariage et descendance
Le 5 décembre 1638 elle se marie à Neuenstein avec Joachim-Ernest d'Oettingen-Oettingen (1612-1658), fils du comte Louis-Évrard d'Oettingen-Oettingen (1577-1634) et de la comtesse Marguerite d'Erbach (1576-1635). De ce mariage nait:
- Marie-Dorothée-Sophie d'Oettingen-Oettingen (1639-1698), mariée avec le duc Eberhard VII de Wurtemberg (1614-1674).
- Charles-Louis, né et mort en 1641
- Albert-Ernest Ier d'Oettingen-Oettingen (1642-1683), marié avec Christine-Frédérique de Wurtemberg.
- Suzanne-Jeanne (1643-1713), mariée avec Frédéric Magnus de Castell (1646-1717).